# Olivier Tielemans
Olivier Tielemans (* 1. Juni 1984 in Weert) ist ein niederländischer Automobilrennfahrer.

## Karriere
Wie die meisten Motorsportler begann Tielemans seine Karriere im Kartsport, in dem er von 1991 bis 1997 aktiv war. Nach einer längeren Pause stieg er 2002 in den Formelsport ein. Sein Hauptaugenmerk lag auf der italienischen Formel Renault Campus, in der er mit vier Siegen den vierten Gesamtrang belegte. Außerdem nahm er an je einem Rennen der italienischen Formel Renault und des Formel Renault 2.0 Eurocups teil. 2003 wurde er sowohl in der niederländischen Formel Renault, als auch in der Benelux Formel Renault Fünfter in der Gesamtwertung.
Nachdem Tielemans 2004 zunächst kein Cockpit gefunden hatte, ging er in der zweiten Saisonhälfte der Formel 3000 für das Team Astromega an den Start. Er ersetzte dabei Jan Heylen. Der Niederländer kam nie unter die besten zehn und belegte am Saisonende den 21. Platz in der Fahrerwertung. Nachdem er in der Formel-3000-Nachfolgeserie GP2 kein Cockpit erhalten hatte, startete er in der 3000 Pro Series für die Scuderia Famà. Als bestes Resultat erzielte er fünfte Plätze und belegte am Saisonende den achten Platz im Gesamtklassement.
2006 wechselte er in den Tourenwagensport und trat in der DTM für den Rennstall Futurecom TME, der Audis einsetzte, an. Wegen Problemen mit dem Management wurde er bereits nach drei Rennen durch seinen Landsmann Jeroen Bleekemolen ersetzt. In der Gesamtwertung belegte er den 21. Platz.  Außerdem startete er bei zwei Rennen des Mégane Trophy Eurocups. 2007 wechselte Tielemans in die WTCC und startete für das italienische Team N.Technology in einem Alfa Romeo 156. Er blieb ohne Punkte und wurde 22. im Gesamtklassement. Beim letzten Rennwochenende wurde er durch André Couto ersetzt. 2008 blieb er in der WTCC und wechselte zu Wiechers-Sport, die einen BMW 320si einsetzten. Tielemans nahm nur an sechs von zwölf Rennwochenenden teil. In der Gesamtwertung belegte er mit einem Punkt den 20. Gesamtrang. In der Independents' Trophy gewann er zwei Rennen und wurde Siebter.
Seit dem Ende der WTCC-Saison 2008 ist Tielemans zu keinem Rennen mehr gestartet.

## Karrierestationen
- 1991–1997: Kartsport
- 2002: Italienischen Formel Renault Campus (Platz 4)
- 2003: Niederländische Formel Renault (Platz 5); Benelux Formel Renault (Platz 5)
- 2004: Internationale Formel-3000-Meisterschaft (Platz 21)
- 2005: 3000 Pro Series (Platz 8)
- 2006: DTM (Platz 21)
- 2007: WTCC (Platz 22)
- 2008: WTCC (Platz 20)

| Personendaten    | Personendaten                        |
| ---------------- | ------------------------------------ |
| NAME             | Tielemans, Olivier                   |
| KURZBESCHREIBUNG | niederländischer Automobilrennfahrer |
| GEBURTSDATUM     | 1. Juni 1984                         |
| GEBURTSORT       | Weert, Niederlande                   |